# Großenwiehe
Großenwiehe (danès Store Vi) és un municipi de l'estat alemany de Slesvig-Holstein, a l'amt de Schafflund en el districte de Slesvig-Flensburg. Es troba a 12 kilòmetres de Flensburg. Es troba a l'est de la Bundesautobahn 7 de Flensburg cap a Slesvig, al sud-est de la carretera 200 de Flensburg a Husum i al nord de la carretera 199 de Flensburg a Niebüll.